# Битка при Музаки
Битка при Музаки (на гръцки: Mάχη του Μουζακίου) е между гръцки бунтовници, подкрепяни от гръцката армия, и османската армия на 4 май 1878 г. Тя е най-важното сражение по време на инсценираните вълнения в Тесалия и Епир при и след Руско-турската война (1877 – 1878).

## Предистория
Създаването на независимо Кралство Гърция води след себе си до иредентизъм към съседните османски територии с гръцки жители, като Тесалия, Епир и Македония. В основата е мегали идеята.
В Западна Тесалия вълненията започват без санкция от страна на гръцката армия и в резултат от създадения комитет от гръцки офицери, които са изпратени в областта с тайната мисия по координация с местните въстанически групи в насочването им срещу османските войски.

## Бойни действия
До началото на март 1878 г. гръцките офицери успяват да разбунтуват селата Воница, Граница и Месеникола. Гръцките офицери привличат за каузата местните каракачани, клефти и арванити.
Всички групи се събират заедно в насочено нападение срещу село Музаки, което държи стратегическа и продоволствена за османците позиция в региона. В отговор, местните османски власти и най-вече тесалийските земевладелци се изтеглят в Трикала, откъдето е изпратен срещу бунтовниците войнишки отряд под командването на Муса Гека. Османският отряд е разбит, а Гека – пленен.

## Резултат от битката
След като вестта достига до света, Великите сили оказват натиск върху Гърция да прекрати логистиката си за бунтовниците. В крайна сметка, след британски натиск и посредничество, почти цяла Тесалия без района на Еласона, е присъединена към Кралство Гърция – по силата на последвалия Цариградски договор (1881).